# Кумаксай
Кумакса́й (каз. Құмақсай) — село у складі Теректинського району Західноказахстанської області Казахстану. Адміністративний центр та єдиний населений пункт Кумаксайського сільського округу.
Населення — 620 осіб (2021; 648 у 2009, 763 у 1999, 1004 у 1989).
До 2023 року село називалось Новопавловка.